# 千年芋
千年芋（学名：Xanthosoma sagittifolium）为天南星科千年芋属下的一个种。
球莖可食用跟芋頭和芋屬屬於同科近親，注意外觀也近似同科且有毒的姑婆芋，切勿搞混。
烏龍事件台灣食藥署在2023年11月1日的宣導記者會上，誤把千年芋當成姑婆芋來宣導。

## 扩展阅读
- 維基物種上的相關：千年芋

1. ↑  .   [2023-11-02]. （原始内容存档于2023-11-09）.